# Подол (Киев)

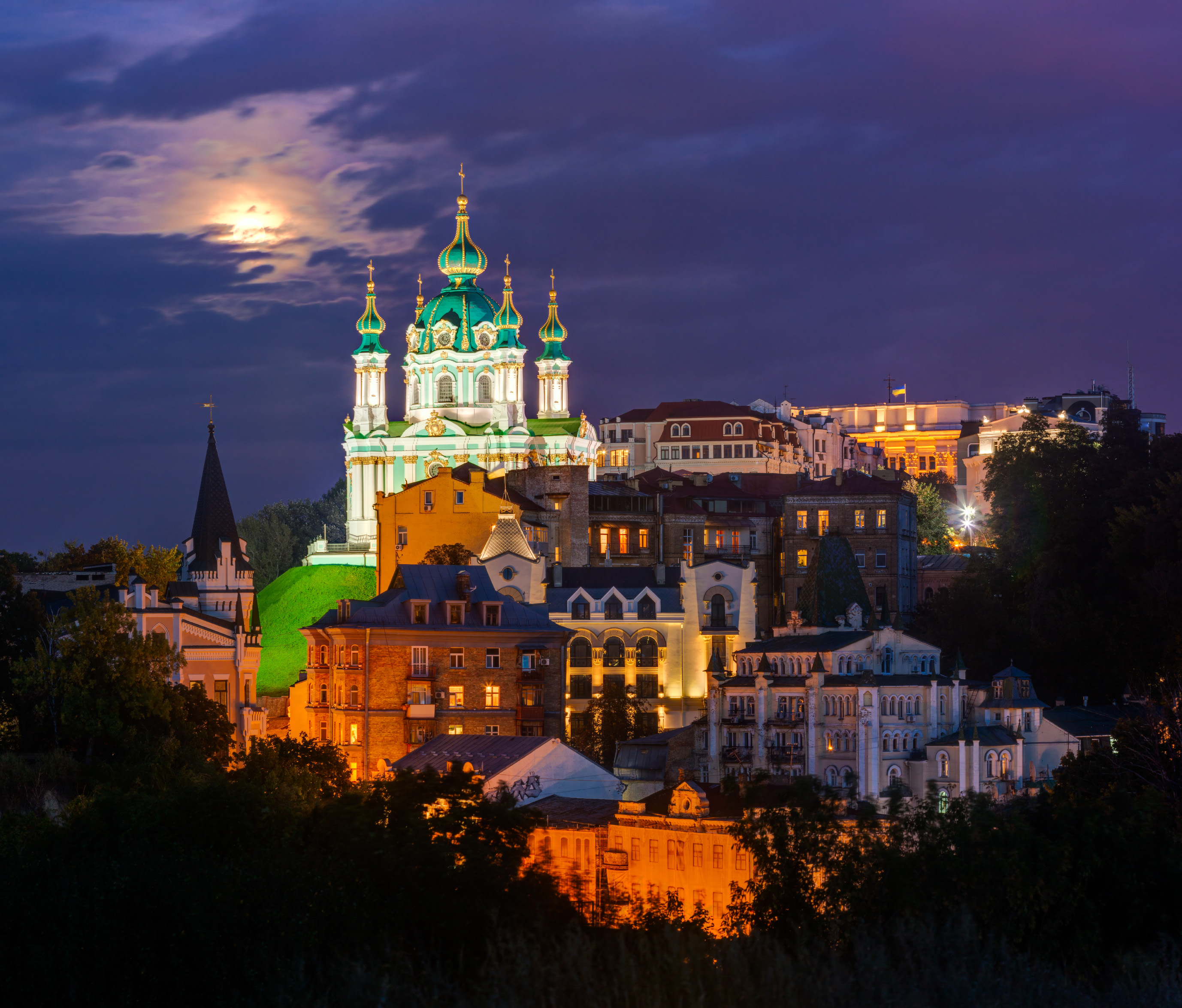
Вид на улицу Андреевский спуск и Андреевскую церковь сверху

Подо́л (укр. Поділ) — историческая местность Киева в составе Подольского района, низинная часть исторического центра города (Нижний город), древний посад ремесленников и купцов.

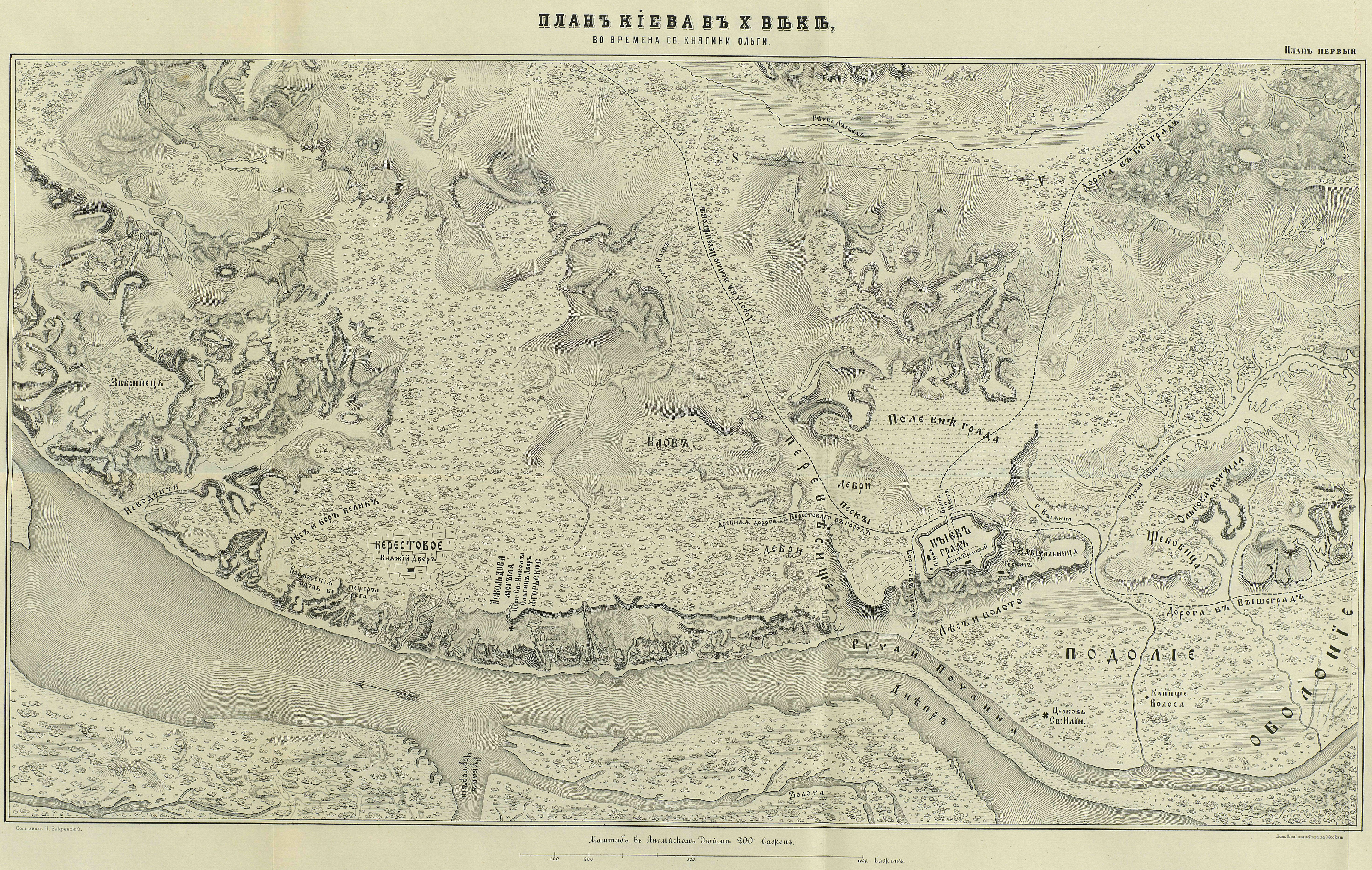
Подол на плане Киева X века (во времена княгини Ольги). Закревский Н. В. «Описание Киева». — Москва, 1868. Т.2

Простирается вдоль правого берега Днепра и киевской гавани (Притыка), под горами Старокиевской, Замковой, Щекавицей и Юрковицей, между пешеходным мостом через Днепр и Заводской улицей. В геологическом плане является частью Украинского и Белорусского Полесья.

## История
Название местности происходит от старославянского «подол» — низина, низинная местность. Наряду с Верхним городом (Старым Киевом) и Печерском Подол является одной из трех древнейших частей города. Первые поселения — со времен каменного века (21—17 тыс. лет назад, в том числе уникальная Кирилловская стоянка позднего палеолита, открытая Викентием Хвойкой на современной Кирилловской улице № 59 — 61).

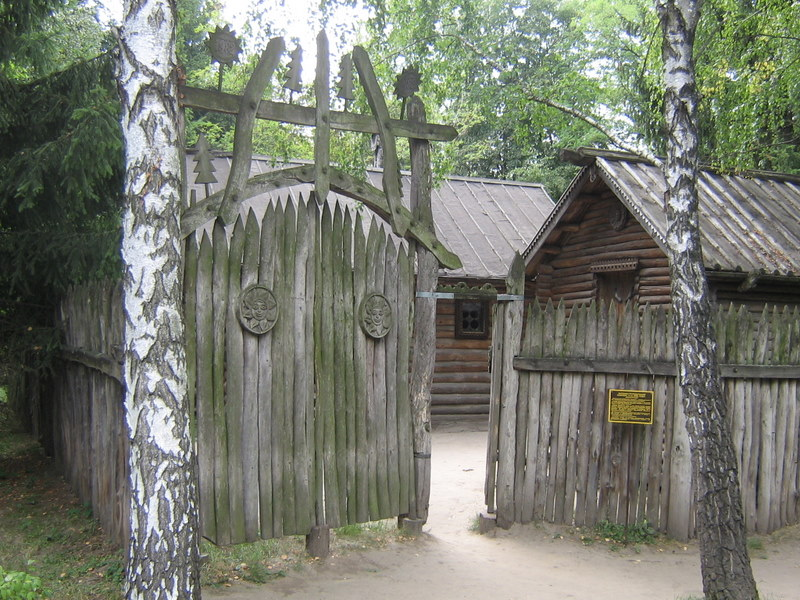
Жилищно-хозяйственный комплекс X века. Киев. Подол. Музей народной архитектуры и быта Средней Надднепрянщины на окраине города Переяслава. Реконструкция

На территории Подола были давние исторические местности Бискупщина, Боричев, Гончары, Дегтяры, Кожемяки, Плоское. Через Подол протекала река Почайна.
Не существующая ныне старица Днепра, образованная заливом напротив впадения в Днепр Десны, наполняемая также киевскими ручьями Сырецким, Иорданским, Юрковским и Глубочицким, в древности большую часть года служила обширной естественной гаванью для речных судов. Отметки высоты древнерусского Подола X века над уровнем Днепра были на 7—12 м ниже современного уровня. М. Сагайдак относит начало регулярного заселения Подола к рубежу IX—X веков. По фиксируемой дендрохронологией динамике накопления слоёв в X веке на раскопе на Житнем рынке нижний культурный слой раскопа должен отстоять от сруба 887 года примерно на 70 лет (810-е годы). В начале X века единственным типом жилища на Подоле был наземный сруб с подклетом и с глинобитной печью на деревянном каркасе, появляется регулярная усадебная застройка, формируется уличная сеть. Освоение Подола свидетельствует об ориентации нового киевского населения на речную торговлю. Во времена Древней Руси на Подоле находились основные торговые и ремесленные сооружения. Социальный облик Подола в X веке определяется преимущественно как рядовой.
Первая дендродата, полученная археологами на одной из построек Подола на Житнем рынке и свидетельствующая о начале регулярного строительства на Подоле — 887 год — самая ранняя для Киева (что вовсе не означает, что здесь до этого не было построек). Другие дендродаты: Контрактовая (Красная) площадь — 913 год, ул. Верхний Вал — 901 год, ул. Нижний Вал — 900 год. С 913 по 972 год люди на Подоле не жили из-за высокого стояния весенних паводков.
В «Повести временных лет» записано: «В лето 6545 (1037 г.) с заложи Ярослав город великий Киев, у него же града суть Златая врата; заложи же и церковь святые Софья, митрополью, и посемь церковь на Золотых воротах Богородица». До этого местность, на которой позже был воздвигнут Софийский собор, была полем «вне града». Подол в низине у Днепра в это время оставался незаселённым.
В слое рубежа XI и XII веков в 2010 году на Подоле (улица Хорива) найден берестяной лист. Текст на нём пока не выявлен. На Подоле хорошо стратифицированный культурный горизонт 14 на Спасском раскопе, датированный 1020—1040 годами, по археологическим находкам показал как северный, так и южный вектор связей. Археозоологический анализ найденных костей животных показал, что жители предпочитали говядину и свинину, покупая основное количество мяса на рынке, а коров держали в хозяйстве для получения молока. Реже в пищу попадал мелкий рогатый скот, который больше использовали для получения молока и шерсти, и куры, которых также покупали, а не разводили дома. Яйца употребляли гусиные, а не куриные. Иногда в рацион попадали конина, дичь и речная рыба крупных размеров, например семейства осетровых. Необычным стало попадание в рацион жителей Подола мяса собак.
Вплоть до середины XII века из-за оползней и наводнений подгорная терраса Днепра была неудобна для жилья. На Подоле в ХІІ — XIII веках было два типа стеклоделательных мастерских: в одних проводили все виды работ со стеклом, от варения до производства полуфабрикатов и готовой продукции, а в других только изготовляли изделия из полуфабрикатов.

Кандидат исторических наук Наталья Белоус пишет:
В 1571 году население Киева составляло 6500 человек (против 50000 человек до 1240 года*), согласно составленному тогда налоговому реестру. Городская жизнь была сосредоточена на Подоле, здесь стояла деревянная ратуша, в которой заседал магистрат — орган городского самоуправления, как полагалось по Магдебургскому праву.
—

- Примеч. В. И. Арещенко

Киевляне жили в усадьбах, в деревянных домах (обычно двухэтажных, но были и трёх и четырехэтажные постройки), имели около них сады и огороды, каменные жилища, как в западноевропейских городах, ещё не строили, однако каменные фундаменты уже применялись.
Район неоднократно подвергался затоплениям, разрушениям и пожарам. Крупный пожар произошел 9 июля 1811 года: огонь уничтожил большинство из 2068 подольских домов, то есть более половины застройки Киева (в то время в городе насчитывалось 3672 жилых здании).
А без Подола Киев не возможен.
 
Как святой Владимир без креста.
 
Это же кусок Одессы,
 
Это новости для прессы.
 
И мемориальные места.

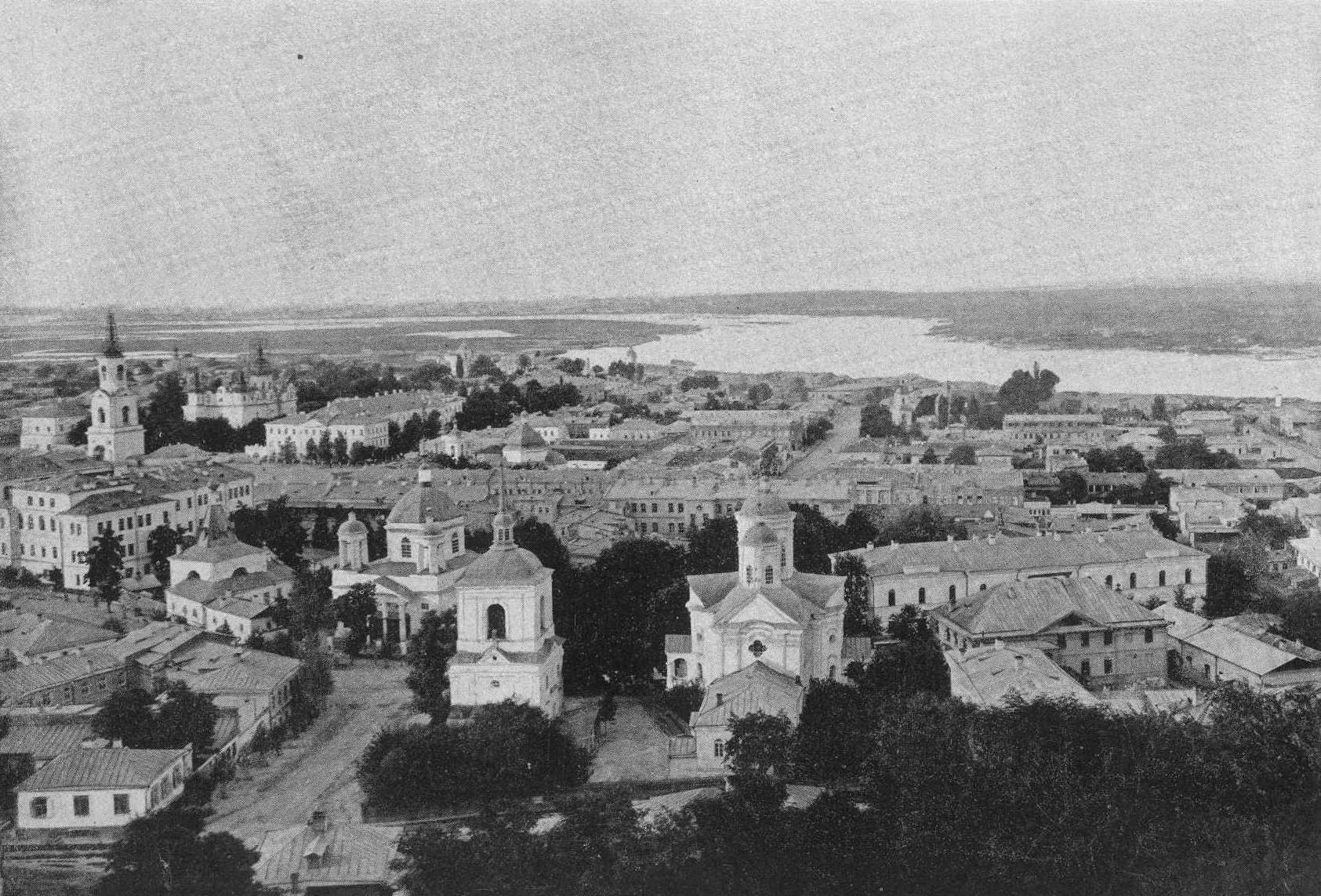
Подол, 1902 год
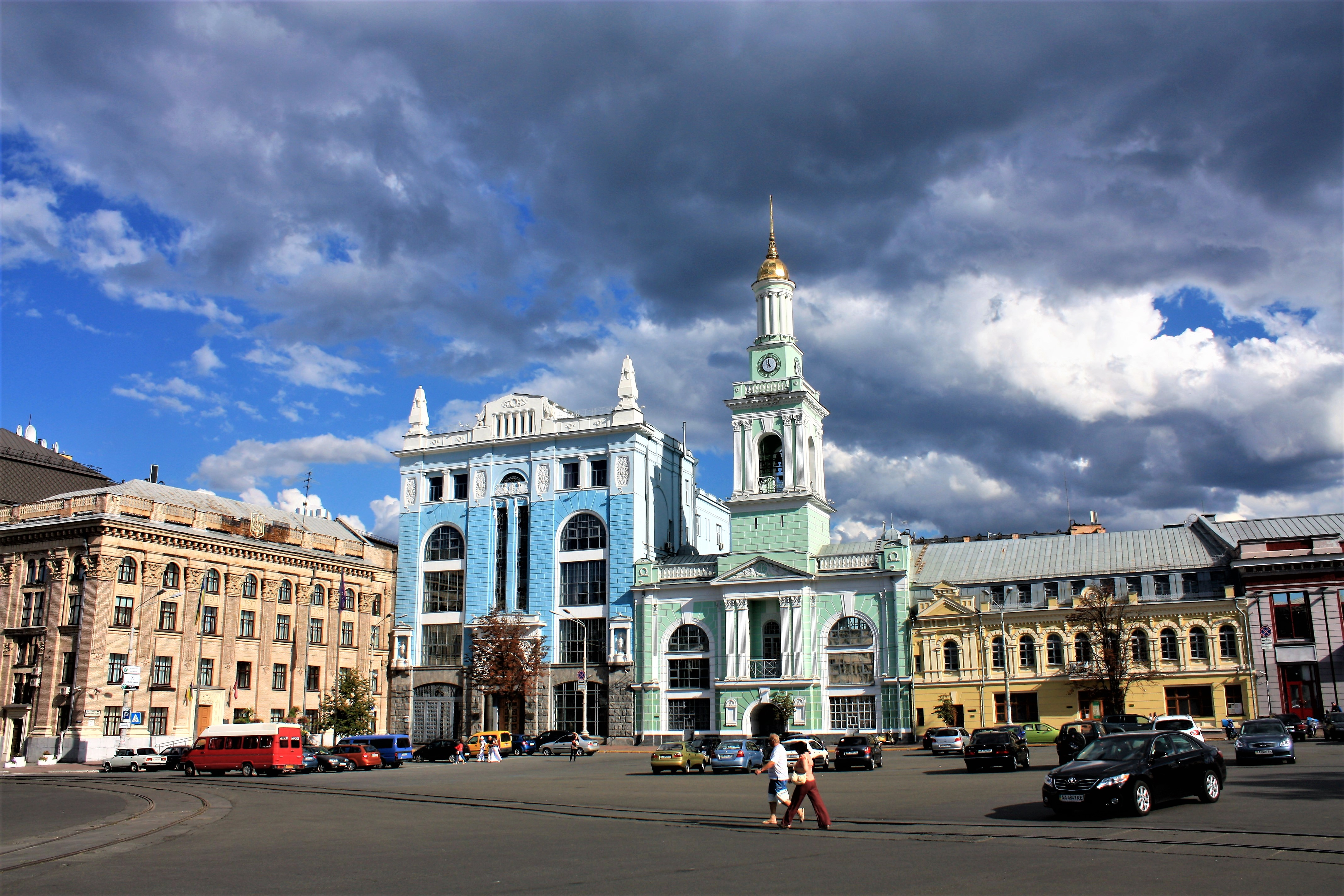
Контрактовая площадь
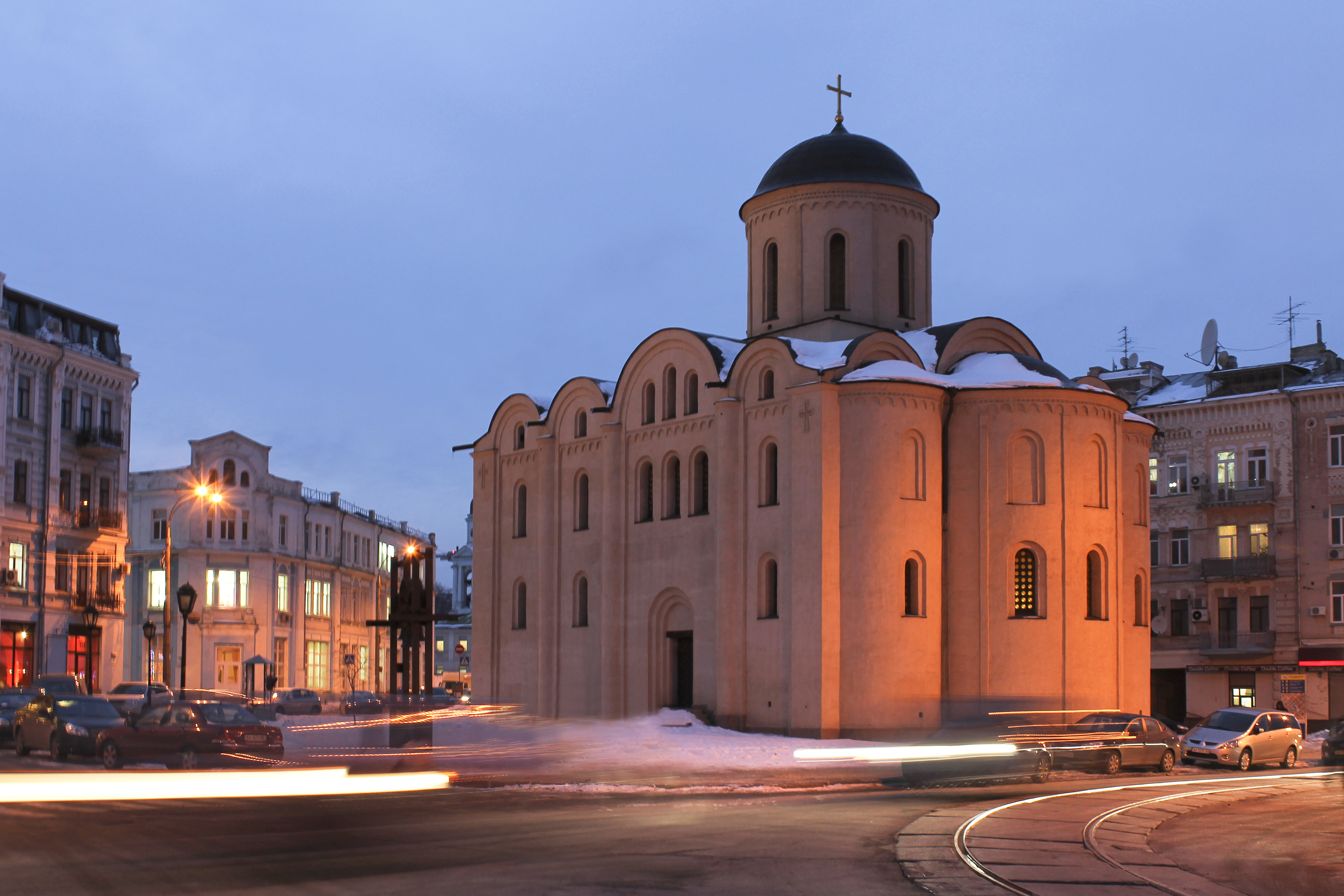
Храм Успения Богородицы Пирогощи
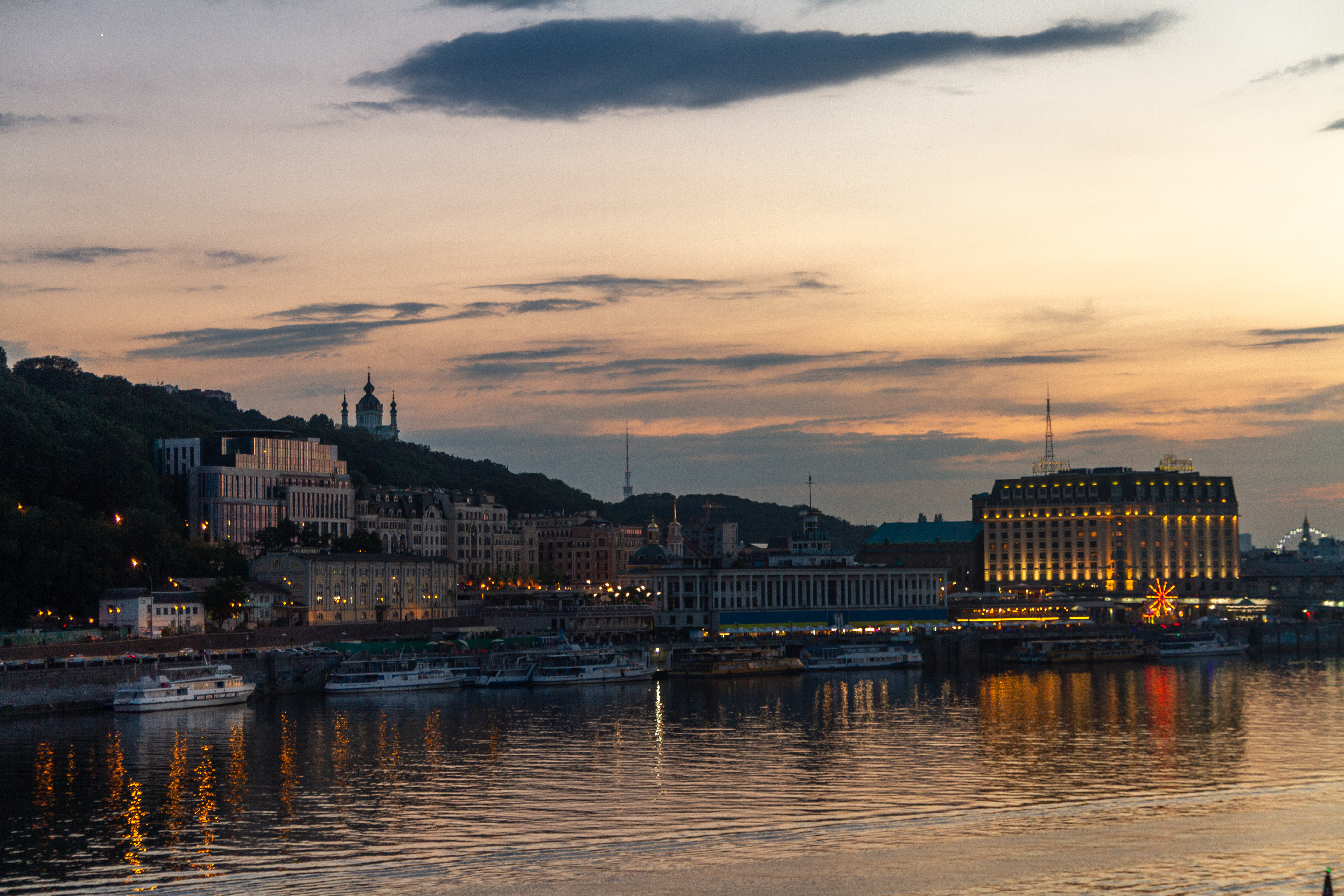
Подол

Планов перестройки Подола было два. Первый был сделан главным архитектором Киева Андреем Меленским и датирован 17 сентября 1811 годом. В нём предполагалось максимально сохранить градостроительную базу, систему улиц, деление на кварталы, состоящее на Подоле столетиями. Однако план восстановления Меленского не был утверждён в Петербурге. Позже перепланировку Подола поручили петербургском архитектору Вильяму Гесте, в то время администратору Строительного комитета при Министерстве внутренних дел Российской империи. Он, поблагодарив Меленского за предоставленные материалы и разработки, разработал проект прямоугольных кварталов. Не был учтён рельеф, существующая система коммуникаций, водостоков, древняя базово-планировочная структура застройки, киевские архитектурные традиции. 3 марта 1812 этот план был утверждён. Оригинал плана Уильяма Гесте до сих пор не найден, сохранились отдельные его фрагменты. Меленскому, как главному архитектору, пришлось воплощать в жизнь не свои, а чужие замыслы. Подол был полностью перепланирован, укрупнены кварталы, вместо извилистых, узких переулков проложены прямые улицы — линии (древнюю конфигурацию сохранили только несколько улиц — Боричев Ток, Покровская, Притисско-Никольская). Эта конфигурация улиц Подола сохранилась до сих пор.
Подол дал названия Подольскому району, спуску и переулку. В 1920—1930-е Подол получил название Петровка (Петровский район) — от фамилии председателя ВУЦИК Григория Петровского.
К Подолу с Верхнего города ведут несколько спусков. Самый популярный — Андреевский. Центр Подола — большая Контрактовая площадь, где каждый дом — памятник. Старый корпус Киево-Могилянской академии — центра православного просвещения славянских народов (основана в 1632 году). На Подоле также находятся дом Петра, где по преданию он останавливался; памятник украинскому философу Григорию Сковороде (1976, И. П. Кавалеридзе). На Покровской улице — Покровская церковь (1766) в стиле украинского барокко архитектора Ивана Григоровича-Барского, дом золотых дел мастера Стрельбицкого, колокольня церкви Николы Доброго. На Контрактовой площади с 1798 года ежегодно проводились Всероссийские ярмарки, для чего в центре площади был построен Гостиный двор с 50 магазинами. Также восстановлена церковь Богородицы Пирогощи (1136).
Также среди наиболее известных достопримечательностей Подола — Киево-Могилянская академия, речной порт, Флоровский монастырь, Ильинская церковь, фуникулёр, фонтан Самсон.